# Isabel Roser
Isabel Roser era una dona noble catalana del segle XVI de Barcelona que va ajudar a Ignasi de Loyola i el va patrocinar, quan, al seu retorn de Jerusalem, el pelegrí de 30 anys va voler començar de nou els seus estudis. Més tard es va exigir pertinença a la Companyia de Jesús per a ella i dues acompanyants femenines. Tot i que aquesta va ser concedida inicialment, va ser rescindida i l'orde ha estat obert només als homes des de llavors.

## Biografia
El dia 1 d'octubre de 1542 Isabel Roser escrivia a Ignasi de Loiola:
| «              | “No veig l'hora quan podré desembarassar-me de tot (…), tinc aquest sentiment que tot el que és d'aquí ho haig d'oblidar, sense ressentir-me'n” | » |
| — Isabel Roser | |   |

Amb aquestes paraules, Isabel Roser confirmava el seu desig més ardent: aniria a Roma per a, Déu ho volgués, fer els vots d'obediència, castedat i pobresa al sant i incorporar-se així a la Companyia de Jesús. Aquest anhel, però, només seria realitat viscuda durant prop de 2 anys. Isabel, vídua i amb la fortuna repartida, feia els seus vots junt amb dues altres dames al mestre Ignasi el dia de Nadal de 1545 a Roma. Malgrat això, el papa Pau III a instàncies d'Ignasi rellevaria el 1547 la Companyia de Jesús de l'obediència de dones, cosa que confirmaria en la butlla Licte debitum (1549). Acabava així definitivament el somni d'Isabel, que moriria a finals de 1554 al convent de Santa Maria de Jerusalem, a Barcelona. Enmig, quedava una història d'amistat, entrega, col·laboració i conflicte amb Ignasi de Loiola.
Anys enrere, el 1523, el pelegrí Ignasi arribava a Barcelona animat per Agnès Pasqual, una de les "íñigas" de Manresa, com eren conegudes les seves seguidores. Des de molt aviat, abans fins i tot que es formés la Companyia a París, Ignasi va rebre el suport de diverses dames catalanes. Moltes d'elles es van comprometre amb el projecte de reforma dels convents de Barcelona que Ignasi va voler endegar, a més de ser-li benefactores tant durant l'època dels seus estudis, a Barcelona, París i Venècia, com després a Roma durant i després la fundació de la Companyia de Jesús. Estefania de Rocabertí (esposa del governador Juan de Zúñiga), Aldonça de Cardona, Eleonor Çapila, Guiomar Gralla i Desplà, Isabel de Requesens i Boixadors, Isabel de Josa i Jerònima Clavera són algunes de les que, entre d'altres, van sostenir la missió d'Ignasi de Loiola, no només econòmica, sinó també personalment. Així, el grup de dames catalanes, nobles o adinerades, sempre seria un dels puntals d'Ignasi: Isabel Roser en fou la més decidida, però la consciència de formar part d'alguna manera de la Companyia era present en moltes d'aquestes dames, tant catalanes com d'altres indrets.
La conveniència de crear una branca femenina de la Companyia va ser motiu de reflexió i debat, i en bona part es va dirimir al voltant d'Isabel i les seves companyes a Roma. De fet, Ignasi mai va perdre el seu compromís amb la reforma monàstica femenina i a Roma va confiar les tasques de la casa de Santa Marta, que acollia a antigues prostitutes, a Isabel. Però el sant es debatia en la incertesa: era convenient que, donada la missió en què estaven compromesos els jesuïtes, la predicació en l'Europa de la Contrareforma, s'acceptessin dones en l'orde? Davant les reticències d'Ignasi, Isabel va recórrer a Pau III per sol·licitar l'admissió a la Companyia, de qui efectivament va aconseguir-la.
Aquesta decisió va causar tensions internes que, sumades a certs conflictes que Isabel va protagonitzar amb alguns sacerdots a Roma, van portar que Ignasi finalment es decidís per incorporar a les Constitucions de la Companyia de Jesús la prohibició que els seus membres tinguessin dones sota la seva obediència i fossin confessors regulars en monestirs de religioses. El motiu principal n'era que Ignasi concebia aquesta tasca com limitadora d'aquella superior que havien de tenir els jesuïtes, és a dir, la defensa i extensió de la fe catòlica a les ordres directes del Papa. Entrant a formar part de l'orde, doncs, Isabel havia passat de confident, amiga i mare bondadosa a qui explicar el difícil procés de la creació de la Companyia, a ésser ella mateixa camp de missió.
Isabel no va rebre bé aquestes noves. La reunió que va mantenir amb Ignasi, ja rellevat de la seva obediència, va derivar en discussió sobre les donacions que ella havia fet a la Companyia i tot l'assumpte va acabar als tribunals. Malgrat això, abans de partir definitivament cap Barcelona, Isabel va retrobar-se de nou amb Ignasi. Les poques cartes que es van adreçar fins a la mort de la Mare Roser estan tenyides de contrició i el desig que el sant recordés encara a “la més indigna de les seves serventes”.
Per la seva banda, Francesca Cruïlles, qui havia fet els vots amb Isabel, va acompanyar-la de nou a Barcelona, i serví a l'Hospital de la Santa Creu. El cas d'Isabel de Josa és també digne de menció. Sembla que aquesta Isabel no va ésser la tercera dama que feu els vots el dia de Nadal, sinó que aquella fou Lucrècia de Bradine. Josa restà a Roma, i fou coneguda pel seu domini de la gramàtica llatina i la filosofia escolàstica, especialment de Joan Duns Escot, de qui va explicar les tesis davant un auditori públic. Morí a Vercelli l'any 1564.